# Сачетти, Эстебан
Эстеба́н Ферна́ндо Саче́тти (исп. Esteban Fernando Sachetti; 21 ноября 1985, Сан-Мигель-де-Тукуман, Аргентина) — аргентинский футболист, полузащитник испанского клуба «Кория». Имеет итальянский паспорт.

## Карьера
Эстебан начал футбольную карьеру в 2007 году в молодёжной команде испанской «Севильи», выступавшей в Терсере. В 2009 году Сачетти перешёл в резервы андалусского клуба, «Севилья Атлетико».
Летом 2010 года, не сумев закрепиться в «Севилье», аргентинец присоединился к другой команде из Терсеры, «Депортиво Сан-Фернандо». Спустя сезон полузащитник перешёл в «Доксу», выступавшую во Втором дивизионе Кипра. В первый же сезон Эстебану вместе с командой удалось добиться выхода в высшую лигу. Первый матч за «Доксу» на высшем уровне полузащитник провёл 22 сентября 2012 года против «Анортосиса».
Уверенная игра Сачетти за дебютанта высшего дивизиона привлекла внимание АЕЛа, и в конце 2012 года полузащитник был взят в аренду на полгода клубом из Лимасола. Дебютный матч в новой команде Эстебан провёл 5 января 2013 года. 30 марта того же года полузащитнику удалось отметиться первым забитым мячом против «Эносиса». Во второй части сезона 2012/13 Сачетти провёл 13 матчей за АЕЛ, и летом 2013 года клуб из Лимасола выкупил его трансфер из «Доксы».
В сезоне 2013/14 Сачетти получил две серьёзные травмы и не смог выйти на прежний высокий уровень. Контракт с ним не был продлён, и летом 2015 года Эстебана пригласили в клуб «Аполлон», чтобы заменить марокканца Рашида Хамдани, ушедшего в «Астерас».